# Bathyraja matsubarai
Bathyraja matsubarai es una especie de pez de la familia de los Rajidae en el orden de los Rajiformes.

## Morfología
Los machos pueden llegar a alcanzar los 126 cm de longitud total y 10,6 kg de peso.

## Alimentación
Los ejemplares pequeños comen cangrejos y anélidos, mientras que los adultos se nutren de peces y cefalópodos.

## Reproducción
Es ovíparo y las hembras ponen huevos envueltos en una cápsula córnea.

## Hábitat
Es un pez marino y de aguas profundas que vive entre 120-2000 m de profundidad.

## Distribución geográfica
Se encuentra en el océano Pacífico noroccidental: Japón.

## Observaciones
Es inofensivo para los humanos.